# Wilhelm (Hachberg-Sausenberg)

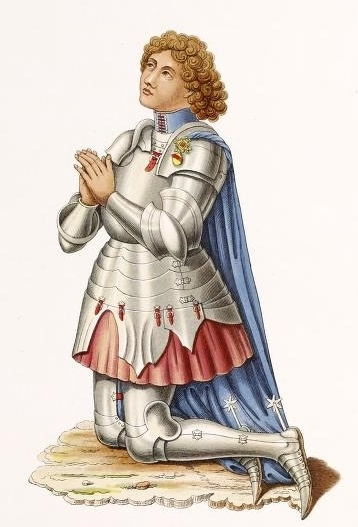
Wilhelm von Hachberg-Sausenberg – Zeichnung nach einem Wandgemälde im Dom von Konstanz.

Markgraf Wilhelm von Hachberg-Sausenberg (* 11. Juli 1406; † 15. August 1482 auf Schloss Vautravers in Môtiers) regierte von 1428 bis 1441 die Markgrafschaft Hachberg-Sausenberg. Während des Konzils von Basel spielte er als Verweser des Schirmherrn und als Diplomat eine Rolle. 1434 wurde er Rat und Kammerherr des Herzogs von Burgund. 1437 war er vorderösterreichischer Landvogt im Elsass und im Breisgau.

## Die Familie

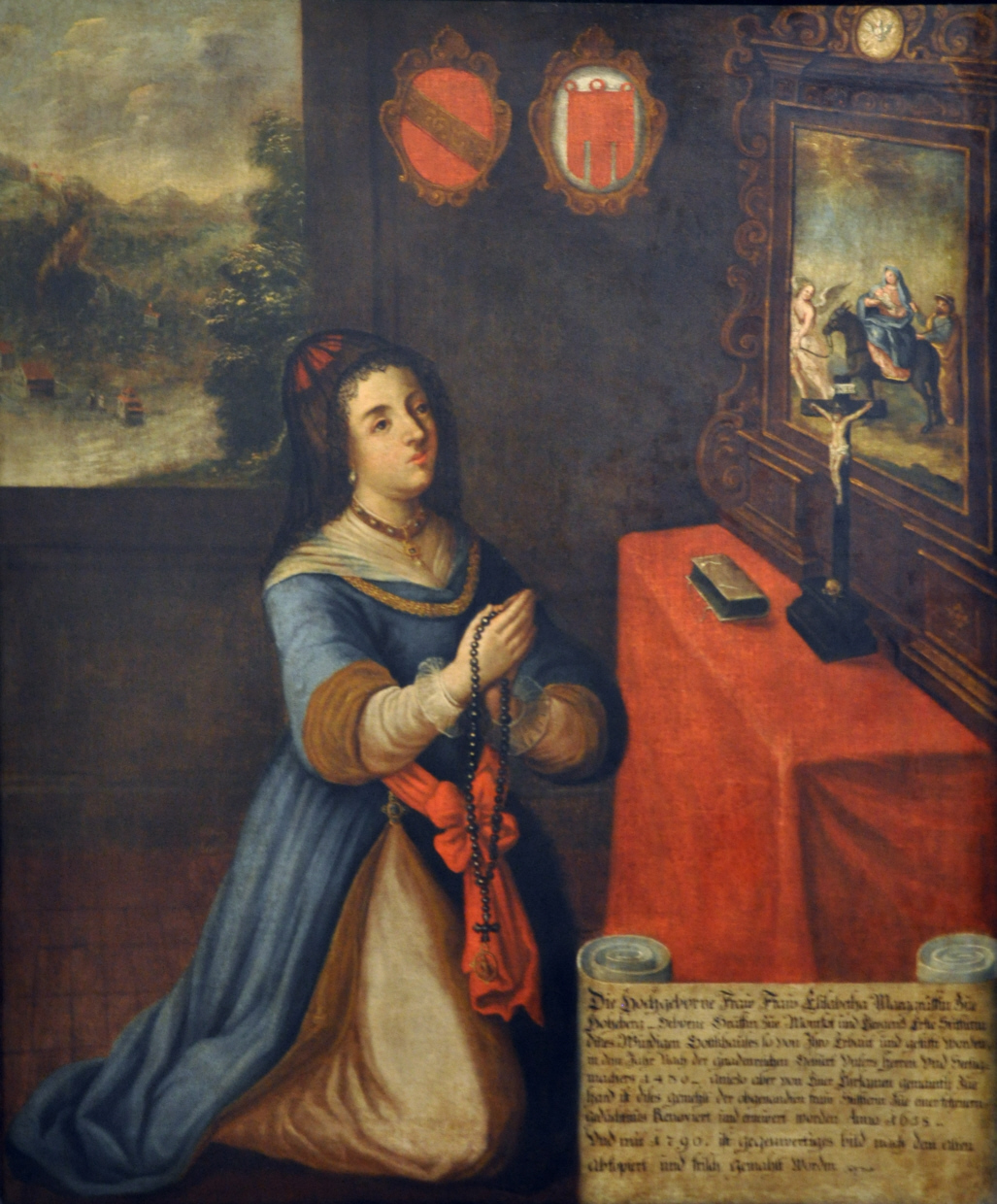
Elisabeth von Hachberg († 1458) als Stifterin der Kirche in Hard (irreführend, da die Kirche von Bürgern bezahlt wurde)

Wilhelm war der Sohn des Markgrafen Rudolf III. von Hachberg-Sausenberg und der Anna von Freiburg-Neuenburg.
Er heiratete 1425 Elisabeth († 1458), Tochter des Grafen Wilhelm VII. von Montfort-Bregenz und Witwe des Grafen Eberhard von Nellenburg († 1422). Aus der ersten Ehe brachte Elisabeth eine Tochter, Kunigunde, mit.
Wilhelm und Elisabeth hatten zwei Söhne und eine Tochter:
- Rudolf IV. – Markgraf von Hachberg-Sausenberg und Graf von Neuenburg
- Hugo (ca. 1424–1444)[4]
- Ursula[5] 1. ⚭ Jakob Truchseß von Waldburg († 1460)[6] 2. ⚭ Ulrich von Montfort-Tettnang († 1495)[7]

## Leben
Nach dem Tod seines Vaters (1428) wurde er dessen Nachfolger, da sein älterer Bruder Otto die geistliche Laufbahn eingeschlagen hatte und Bischof von Konstanz war. Ein weiterer älterer Bruder, Rudolf der Junge, war bereits 1419 an der Pest gestorben. 1429 bestätigte der römisch-deutsche König Sigismund Wilhelm die Reichslehen, die Wilhelms Vater schon gehabt hatte.
Aufgrund Wilhelms verschwenderischen Lebensstils intervenierten die Verwandten seiner Frau, und er musste zusagen, keine Güter aus ihrer Morgengabe ohne Zustimmung ihrer Verwandten zu verpfänden. Gleichwohl führte sein Lebensstil 1436 zur Trennung. Nachdem Wilhelm sich immer weiter verschuldete und der Druck seiner Gläubiger zunahm, konnte er seinen Söhnen die Stammlande nur durch seinen Rücktritt von der Regentschaft erhalten. Er dankte am 21. Juni 1441 zugunsten seiner noch unmündigen Söhne, Rudolf IV. und Hugo, ab. Graf Johann von Freiburg-Neuenburg übernahm als Vormund die Regierung.

### Ausdehnung der Landesherrschaft
Er erwarb 1432 die niedere Gerichtsbarkeit in Efringen, Kirchen, Eimeldingen, Holzen und Niedereggenen.
Am 3. November 1437 verlieh Landvogt Markgraf Wilhelm von Hachberg amtshalber dem Cüne am Bühel zu Waldshut, Schaffner der Äbtissin des Klosters Königsfelden, den dritten Teil des Kornzehnts zu Birkingen, des Zehnts zu Eschbach und den Weinzehnt am Schönenbühel zu Waldshut, welche der Markgraf von Albrecht Merler, sesshaft zu Kadelburg, gekauft hatte. Wann genau er diese Besitzungen kaufte ist nicht erwähnt.

### Diplomatische Dienste
Über seinen Vetter Johann von Freiburg-Neuenburg erhielt Wilhelm Zugang zum Hof des Herzogs von Burgund in Dijon und erlangte eine gewisse Bekanntheit in Fürstenkreisen. Während des Konzils von Basel wurde er einmal als Vermittler zwischen Burgund und Österreich und ein weiteres Mal zur Vermittlung zwischen Burgund und Frankreich angerufen. 1432 wurde er vom Schirmherrn des Basler Konzils, Herzog Wilhelm von Bayern, zu seinem Verweser ernannt. 1434 ernannte ihn Herzog Philipp von Burgund zu seinem Rat und Kammerherrn.
1437 wurde er im Dienst des habsburgischen Regenten Friedrich Landvogt im Sundgau, Elsass und Breisgau. Als vorderösterreichischer Landvogt war Wilhelm im Alten Zürichkrieg des Königs Friedrich III. gegen die Eidgenossen verwickelt. Es wird ihm eine wichtige Rolle beim Zustandekommen des Bündnisses zwischen dem König und der Stadt Zürich von 1442 zugeschrieben. Nach der Niederlage der österreichisch-zürcherischen Truppen in der Schlacht bei St. Jakob an der Sihl (1443) rief Wilhelm im Auftrag des Kaisers den französischen König Karl VII. um Hilfe, und dieser sandte 40.000 Söldner, die so genannten Armagnaken.

### Bautätigkeit
Nachdem sein Vater Burg Rötteln ausgebaut hatte, widmete sich Wilhelm dem Ausbau der seit dem Umzugs des Geschlechts nach Rötteln vernachlässigten Sausenburg, wo er den Wehrgang überdachen und im Turm mehrere Stuben einbauen ließ.